# Periscyphis vittatus
Periscyphis vittatus är en kräftdjursart som beskrevs av Omer-Cooper 1926. Periscyphis vittatus ingår i släktet Periscyphis och familjen Eubelidae. Inga underarter finns listade i Catalogue of Life.